# 豊通シスコム
株式会社豊通シスコム（とよつうシスコム、英: TOYOTSU SYSCOM CORPORATION.）は、愛知県名古屋市中村区に本社を置く、豊田通商グループのグローバルICT（情報通信）企業である。

## 企業概要
2018年（平成30年）12月14日に設立された企業である。元々は豊田通商グループ以外にもITソリューション営業を実施していたが、現在は会社分割によりトヨタグループ各社向けには豊田通商システムズがその役割を担っており、当社は豊田通商及びそのグループ企業向けに活動を行っている。
分割前の旧社時代は携帯電話の販売代理店事業も行っていたが、2009年（平成21年）にデンソー関連会社の携帯電話販売事業と統合して「TDモバイル」に移管した。

## 沿革
- 2018年（平成30年）12月14日 - 分割準備会社（豊通シスコム（新））を設立[2]。
- 2019年（平成31年）4月1日 - 会社分割実施。トヨタグループ向けは豊田通商システムズ株式会社として、豊田通商グループ向けは株式会社豊通シスコムとして営業を開始。

## 事業所
- 本社：〒450-0002　愛知県名古屋市中村区名駅4-11-27 シンフォニー豊田ビル[3]
- 東京支店：〒108-0075　東京都港区港南二丁目3-13 品川フロントビル[3]
- 豊田支店：〒471-0834　愛知県豊田市寿町7-66[3]

## 事業内容
豊田通商グループの一員として、グループ各社向けに
1. 通信ネットワークを活用したソリューションサービス
2. 企業活動を効率化する基幹系システム構築・保守・運用
3. 設計・生産業務を効率化するデジタルエンジニアリング
4. 企業の福利厚生業務のアウトソーシングの事業を展開している。

近年はとりわけ国内外の企業システム、ネットワークインフラに於けるセキュリティーを中心とするソリューションに注力。また、グループ内のIT企業として海外生産拠点での支援体制を更に強化すべく、海外事業への領域拡大に取り組み中。今後も更なるグローバルサービスの拡充を担っている。